# Frithiof Rundgren
Gustav Frithiof Rundgren, född den 25 december 1921 i Stockholm, död den 15 september 2006 i Uppsala, var en svensk filolog och orientalist.
Rundgren avlade studentexamen 1939, filosofisk ämbetsexamen i Uppsala 1943, filosofie kandidatexamen där 1950 och filosofie licentiatexamen 1951. Han promoverades till filosofie doktor 1955. Rundgren var amanuens vid semitiska seminariet i Uppsala 1948–1952, lärare i hebreiska vid Uppsala universitet 1949–1955, docent i semitiska språk där 1955–1961, forskardocent 1961–1964 och professor i semitiska språk 1964–1988. Vid universitetet var han även dekanus inom språkvetenskapliga sektionen 1971–1978, styrelseledamot 1977–1980 och inspektor i Stockholms nation 1977–1982. Rundgren var utgivare av Orientalia Suecana 1965–1988, ledamot av kulturnämnden i Uppsala kommun 1977–1980 och ordförande i styrelsen för Upplands konstmuseum 1982–1985. Han var ledamot av Société de linguistique de Paris, av Nathan Söderblom-Sällskapet, av Humanistiska Vetenskapssamfundet i Uppsala (1964), av Vitterhetsakademien (1966), av Vetenskapssamhället i Uppsala (1967), av Vetenskapssocieteten i Uppsala (1970) och av Gustav Adolfs Akademien (1975) samt hedersledamot av Muhyiddin Ibn ‘Arabi Society (1987). Rundgren blev riddare av Nordstjärneorden 1968. Han vilar på Uppsala gamla kyrkogård.